# Albert Murasira
Albert Murasira (ur. 11 listopada 1962 w prowincji Maniema w Demokratycznej Republice Konga) – rwandyjski wojskowy, minister obrony od 18 października 2018 roku do 6 czerwca 2023 roku.

## Życiorys
Albert Murasira urodził się 11 listopada 1962 roku w prowincji Maniema w Demokratycznej Republice Konga. Ukończył tam szkołę podstawową, a także uczęszczał do szkoły średniej. Po powrocie do kraju ukończył w 1983 roku katolicką Ecole des Sciences Byimana, a w latach 1983–1988 studiował na Narodowym Uniwersytecie Rwandy (obecnie Uniwersytet Rwandyjski), na którym uzyskał licencjat (1986) oraz dyplom z matematyki (1988). W latach 1995–1998 był gościnnym wykładowcą tegoż uniwersytetu na Wydziale Nauk Stosowanych.
Zdobył tytuł magistra nauk ścisłych w zakresie zarządzania projektami na University of Liverpool. W 2004 roku ukończył studia podyplomowe w zakresie administracji publicznej w Instytucie Zarządzania i Administracji Publicznej w Ghanie. W 2011 roku uzyskał dyplom w zakresie obronności i studiów strategicznych na Uniwersytecie Obrony Narodowej Chińskiej Armii Ludowo-Wyzwoleńczej.
W okresie wojny domowej w Rwandzie służył w armii rządowej. W 1994 roku przyłączył się do Rwandyjskiego Frontu Patriotycznego uczestnicząc w zakończeniu ludobójstwa w Rwandzie. Od października 1999 roku do października 2004 roku był dyrektorem ds. planowania w Ministerstwie Obrony.
Od grudnia 2004 roku do grudnia 2005 roku był oficerem personelu Misji Unii Afrykańskiej w Sudanie, odpowiedzialnym za technologię informacyjną w Departamencie Systemu Łączności i Informacji. Od stycznia 2006 roku do stycznia 2007 roku Murasira pełnił funkcję zastępcy komendanta Rwandyjskiej Akademii Wojskowej w Gako.
Od stycznia 2007 roku do lutego 2012 roku był dowódcą Wspólnego Sztabu Generalnego odpowiedzialnym za administrację i zarządzanie zasobami ludzkimi w Rwandyjskich Siłach Obronnych. W 2012 roku został awansowany ze stopnia pułkownika na generała brygady. W styczniu 2018 roku awansował na generała majora.
Od lutego 2012 roku do października 2018 roku Murasira pełnił funkcję dyrektora generalnego Zigama Credit and Saving Society, banku operującym funduszami należącymi do wojska i policji. W marcu 2018 roku zyski z poprzednich 12 miesięcy wyniosły 9,4 mld RWF w miejsce planowanych 6,3 mld RWF. Za przyczynę dobrej sytuacji finansowej instytucji uznano sprawne zarządzanie przez Murasirę, jak i zaangażowanie pracowników banku.
Ceremonia zaprzysiężenia odbyła się 22 października 2018 roku w siedzibie ministerstwa obrony w Kimihururze. Uczestniczyli w niej najważniejsi urzędnicy i wojskowi ministerstwa obrony oraz Rwandyjskich Sił Obronnych (RDF), w tym szef sztabu sił rezerwowych gen. Fred Ibingira i szef sztabu RDF gen. por. Jacques Musemakweli. 6 czerwca 2023 roku Murasirę na stanowisku ministra obrony zastąpił Juvenal Marizamunda.
Albert Murasira jest szachistą. Trzykrotnie zdobył mistrzostwo Rwandy w szachach (1988, 1999 i 2000). W 2000 roku był reprezentantem kraju podczas debiutu Rwandy na olimpiadzie szachowej w Stambule. Jego żoną jest Marie Goretti Rafiki, z którą ma trójkę dzieci.